# Koninkrijk Abchazië
Het koninkrijk Abchazië ( Abchazisch Аҧсуа аҳра, Georgisch აფხაზთა სამეფო, Apchasta samepo), ook Egrisi-Abchazië, was een middeleeuws feodaal koninkrijk dat het gebied van het huidige Abchazië, maar ook delen van de moderne Russische kraj Krasnodar en het westen van Georgië omvatte. Het bestond als een onafhankelijke staat vanaf ongeveer 780 en werd in 1008 deel van het koninkrijk Georgië als gevolg van een dynastieke unie.

## Geschiedenis
Het christelijke koninkrijk Egrisi (ook: Lasika) viel in de 6e eeuw eeuw uiteen in verschillende kleinere vorstendommen. Een van de opvolgerstaten was Abchazië, dat onder Byzantijnse bescherming ontstond door uitbreiding van het Abchazische stamverband (Georgisch: Apchasi; ook wel Abasgen, van het Griekse Abasgoi). De Abchazische heersers waren als archonten ondergeschikt aan Byzantium. Na aanvallen van de Abassiden vanaf het midden van de 8e eeuw bereikte Levan II uiteindelijk met de hulp van de Chazaren volledige onafhankelijkheid van het land. 
Onder Levan II werd rond 780 het koninkrijk Egrisi-Abchazië gevormd uit een dynastieke verbinding tussen zijn vorstendom Abchazië en het late Egrisi (ongeveer de regio Mingrelië), een overblijfsel van het oude Lasika, dat hij erfde van zijn vrouw. Levan II veroverde meer gebieden in het oosten en zuiden en verplaatste de hoofdstad van Anacopia naar Koetaisi. In de periode die volgde breidde het koninkrijk zich uit. In de jaren 860 kon Binnen-Kartlië bezet worden, maar aan het einde van de eeuw ging het weer verloren. In het midden van de 10e eeuw had Abchazië delen van de regio Dzjavacheti veroverd en in het noorden groeide ook de invloed op de Alanen.
Vanaf de tweede helft van de 10e eeuw braken er opstanden en onrust uit in het land, die vooral onder Theodosius III escaleerden. Als gevolg hiervan moest het rijk zijn leidende rol in de regio grotendeels opgeven. Theodosius stierf kinderloos in 978.
Na interne strijd over de troon werd uiteindelijk Theodosius' neef Bagrat III uit het huis van de Bagrationi de nieuwe koning van Abchazië. Bagrat was sinds 975 de heerser van Tao-Klardzjeti. In 1008 fuseerden de twee koninkrijken, en uit de dynastieke unie ontstond het koninkrijk Georgië.